# HD 108147
Tupã eller HD 106906 är en ensam stjärna belägen i den mellersta delen av stjärnbilden Södra korset nära den ljusa stjärnan Acrux. Den har en skenbar magnitud av ca 6,99 och kräver åtminstone en handkikare för att kunna observeras. Baserat på parallax enligt Gaia Data Release 2 på ca 25,8 mas, beräknas den befinna sig på ett avstånd på ca 126 ljusår (ca 39 parsek) från solen. Den rör sig närmare solen med en heliocentrisk radialhastighet på ca -5 km/s.

## Nomenklatur
HD 108147 fick på förslag av  av Paraguay namnet Tupã i NameExoWorlds-kampanjen som 2019 anordnades av International Astronomical Union. Tupã är namnet på guaranifolkets gud.

## Egenskaper
HD 108147 är en gul till vit stjärna i huvudserien av spektralklass F8/G0 V. Den har en massa som är ca 1,3 solmassor, en radie som är ca 1,3 solradier och har ca 1,9 gånger solens utstrålning av energi från dess fotosfär vid en effektiv temperatur av ca 6 300 K.

## Planetssystem
En exoplanet upptäcktes i omloppsbana kring HD 108147 år 2000 av Genève Extrasolar Planet Search Team. Denna exoplanet är en gasjätte mindre än Jupiter med en omloppsperiod av 11 dygn och avstånd på endast 0,1 AE." Detta är mycket snävare omloppsbanan än den som Merkurius har i solsystemet.
Stjärnan får inte förväxlas med HD 107148 i Virgohopen, som också har en exoplanet upptäckt 2006.  
| Planet | Massa    | Halv storaxel (AE) | Siderisk omloppstid (d) | Excentricitet | Inklination | Radie |
| ------ | -------- | ------------------ | ----------------------- | ------------- | ----------- | ----- |
| b      | ≥0,40 MJ | ca 0,104           | >10,901 ± 0,001         | 0,498 ± 0,025 | -           | -     |